# Le Come-Back
Pour les articles homonymes, voir Comeback.
Pour plus de détails, voir Fiche technique et Distribution.
Le Come-Back ou Couple et couplets au Québec (Music and Lyrics) est un film américain réalisé par Marc Lawrence, sorti en 2007.

## Synopsis
Alex Fletcher, ex-chanteur et compositeur d'un groupe des années 1980 PoP! vit tranquillement de sa gloire passée en donnant à l'occasion des concerts dans des bars d'hôtels et des parcs de loisirs. La star du moment, Cora Corman, lui offre une chance de faire son retour. Elle lui propose de composer un morceau pour son prochain album et de le chanter en duo.
Alex n'a pas composé depuis plus de dix ans et les paroles ne sont pas son fort. Il fait la rencontre de Sophie Fisher, la jeune femme qui se charge de ses plantes et qui s'avère avoir, elle, davantage de talent pour l'écriture. Une histoire d'amour va alors naître entre eux.

## Fiche technique
- Titre : Le Come-Back
- Titre original : Music and Lyrics
- Titre québécois : Couple et couplets
- Réalisation : Marc Lawrence, Melissa Wells et Scott Elias
- Scénario : Marc Lawrence
- Production : Marc Lawrence
- Musique : Adam Schlesinger
- Photographie : Xavier Pérez Grober
- Montage : Susan E. Morse
- Décors : Jane Musky et Ellen Christiansen
- Costumes : Susan Lyall
- Pays d'origine :  États-Unis
- Format : Couleur - 1,85 :1 - Dolby SR - 35 mm
- Genre : Comédie romantique
- Durée : 103 minutes
- Dates de sortie :
  - Angleterre : 9 février 2007
  - États-Unis,  Australie : 14 février 2007
  - France : 14 mars 2007
- Sortie DVD :
  - France : 19 septembre 2007

## Distribution
|                                                                                          |  |  |
| Les acteurs principaux Hugh Grant et Drew Barrymore à des premières européennes du film. |  |  |

- Hugh Grant (VF : Thibault de Montalembert, VQ : Daniel Picard) : Alex Fletcher
- Drew Barrymore (VF : Coraly Zahonero, VQ : Aline Pinsonneault) : Sophie Fisher
- Haley Bennett (VF : Émilie Rault, VQ : Annie Girard) : Cora Corman
- Brad Garrett (VF : Hervé Furic, VQ : Hubert Gagnon) : Chris Riley, le manager d'Alex Fletcher
- Kristen Johnston (VF : Michèle Bernier, VQ : Johanne Léveillé) : Rhonda Fisher
- Campbell Scott (VF : Philippe Crubezy, VQ : Jean-Luc Montminy) : Sloan Cates
- Matthew Morrison (VQ : Philippe Martin) : Ray, le manager de Cora Corman
- Jason Antoon (VF : Cyrus Atory) : Greg Antonsky
- Aasif Mandvi (VQ : Manuel Tadros) : Khan
- Adam Grupper : Gary Fisher
- Emma Lesser : Lucy Fisher
- Scott Porter : Colin Thompson
- Nicholas Bacon : Nick Bacon
- Andrew Wyatt (en) : Andrew Wyatt Blakemore
- Dan McMillan : Pop Drummer
- Tom Foligno : Publicitaire
- Zak Orth : David Newbert
- Brooke Tansley : Janice Stern
- Daniel Stewart Sherman : Willy
- Jeremy Karson : Charlie
- Charlotte Maier : Barbara
- Toni Trucks : Tricia
- Lanette Ware : Mia
- Billy Griffith : Derek
- Kathleen McNenny : Gloria
- Suzi Lorraine : l'infirmière

## Musique
- PoP! Goes My Heart ;
- Way Back Into Love (Hugh Grant et Drew Barrymore) ;
- Don't Write Me Off (Hugh Grant) ;
- Dance With Me Tonight (Hugh Grant).
- Meaningless Kiss (Hugh Grant)

## Sortie et accueil

### Réception critique
Le film obtient un accueil critique positif mais modéré dans les pays anglophones, obtenant un taux d'approbation de 63 % sur le site Rotten Tomatoes, basé sur 168 critiques collectées et une moyenne de 6⁄10 et un score de 59⁄100 sur le site Metacritic, sur la base de 30 critiques collectées.
En France, l'accueil est également modéré, obtenant une moyenne de 3,1⁄5 sur AlloCiné, pour 21 critiques presse collectées.

### Box-office
Le film rencontre un succès commercial, rapportant 50 572 589 $ aux États-Unis, où il est distribué dans 2 955 salles. Si le résultat au box-office américain est toutefois assez modeste, c'est à l'international qu'il fonctionne mieux, rapportant 95 624 296 $ de recettes, pour un total de 146 196 885 $ de recettes mondiales.
Le long-métrage a rapporté 18 070 181 $ au Royaume-Uni, 12 271 986 $ en Allemagne, 5 197 542 $ en France et 5 080 907 $ en Italie. Il a également engrangé 8 138 181 $ en Australie et 6 268 375 $ en Corée du Sud.
En France, le film fait un démarrage correct avec 414 187 entrées sur 350 salles, ce qui lui permet de se hisser à la troisième place du box-office la semaine de sa sortie. Il s'agit du meilleur lancement au box-office de Hugh Grant dans un film américain, tandis que Drew Barrymore réalise son plus gros démarrage en salles depuis le diptyque Charlie's Angels. La fréquentation décélère la semaine suivante avec 158 719 entrées, soit une baisse de 61 % par rapport à son démarrage, mais qui lui permet de cumuler 573 206 entrées. Finalement, il finit avec un résultat de 717 660 entrées.

## Autour du film
- C'est le groupe Wham! qui a servi de modèle pour le groupe Pop! du film[8].